# Huma Qureshi
Huma Saleem Qureshi (AFI: [ˈɦʊmaː səˈliːm qʊˈɾɛːʃiː]; Nova Déli, 28 de julho de 1986) é uma atriz e modelo indiana que aparece principalmente em filmes em hindi. Também recebeu três indicações ao Prémio Filmfare. Obteve um bacharelato em história pela Universidade de Delhi, enquanto trabalhava como atriz e modelo de teatro. Depois de trabalhar em várias produções teatrais, mudou-se para Bombaim e assinou um contrato de dois anos com Hindustan Unilever para trabalhar em anúncios de televisão. Durante as filmagens dum anúncio de telemóveis da Samsung, o diretor de cinema Anurag Kashyap notou a sua habilidade de atuação e contratou-a para trabalhar em três filmes com a sua empresa.
Qureshi fez a sua estréia no cinema com um papel coadjuvante no drama de crime de 2012 Gangs of Wasseypur. A sua atuação no filme rendeu-lhe várias indicações, incluindo o Prémio Filmfare de Melhor Estreia Feminina e Melhor Atriz Coadjuvante. Nesse mesmo ano, interpretou o papel feminino principal no romance Luv Shuv Tey Chicken Khurana, e seguiu com um papel em Ek Thi Daayan.
Interpretou papéis de protagonistas no antológico Shorts (2013), a protagonista na comédia negra Dedh Ishqiya (2014), e papéis coadjuvantes no drama de vingança Badlapur (2015) e no drama rodoviário em marati Highway (2015). Qureshi interpretou papéis posteriores em filmes como Jolly LLB 2 (2017) e Dobaara: See Your Evil (2017). Estreou em webséries com o drama distópico de 2019 Leila. Foi elogiada por interpretar o personagem de Rani Bharti na websérie SonyLiv Maharani.